# Gmina Grimes

Położenie Gminy Grimes w hrabstwie Cerro Gordo

Gmina Grimes (ang. Grimes Township) – gmina w USA, w stanie Iowa, w hrabstwie Cerro Gordo. Według danych z 2000 roku gmina miała 851 mieszkańców, a jej powierzchnia wynosi 93,44 km².